# Lennart Samuelsson
Lennart Samuelsson (7 de julho de 1924 - 27 de novembro de 2012) foi um futebolista sueco. Ele competiu na Copa do Mundo FIFA de 1950, sediada no Brasil, na qual a seleção de seu país terminou na terceira colocação.